# Raoul II de Clermont-Nesle
 (juillet 2024).
Si vous disposez d'ouvrages ou d'articles de référence ou si vous connaissez des sites web de qualité traitant du thème abordé ici, merci de compléter l'article en donnant les références utiles à sa vérifiabilité et en les liant à la section « Notes et références ».
Raoul II de Clermont-Nesle, né vers 1245, mort à la bataille de Courtrai le 11 juillet 1302, seigneur de Nesle, d'Ailly et de Houdan, croisé (1267), chambellan de France, connétable de France en 1268 ou 1277.

## Biographie
Raoul est le fils de Simon II de Clermont-Nesle (nl) et d'Adèle de Montfort-l'Amaury, dame de Houdan.
En 1267, il se croisa avec Saint-Louis avec lequel il s'embarqua, en 1270, pour la huitième croisade et le suivit dans toutes ses expéditions.

Nommé connétable de France en 1285, à la mort d'Humbert de Beaujeu et prend part à la croisade d'Aragon. Étant au siège de Gérone il défit une partie considérable des ennemis. Durant ce temps, le roi d'Aragon Pierre III, qui ne cessait de harceler l'armée française et de lui couper ses convois, s'étant mis en embuscade devant Gérone, avec 400 chevaux et 2 000 hommes de pied, dans le dessein d'enlever un de ces convois, le connétable tomba sur lui avec 500 chevaux, le défi et l'obligea à prendre la fuite.

En 1286, il fut nommé avec le duc de Bourgogne Robert II , pour commander en Languedoc et agir contre le roi d'Aragon. Tous deux furent revêtus de la qualité de lieutenants du roi dans le pays Toulousain et ils chargèrent le sénéchal, ainsi que le viguier de Toulouse, de faire restituer les biens usurpés sur les seigneurs ecclésiastiques et laïcs, depuis l'union du comté de Toulouse au domaine royal. Philippe le Bel, mécontent d'Édouard, roi d'Angleterre, ayant déclaré la guerre aux Anglais, le connétable se rendit en Languedoc, convoqua la noblesse de tout le royaume, et interdit les tournois et joutes, sous peine de confiscation de biens. Au mois de janvier 1264, il fit notifier au lieutenant du roi d'Angleterre en Aquitaine, la saisie de ce duché, et le somma de le lui remettre. Il fit divers règlements de police à Toulouse, restreignit l'exercice de la juridiction que l'évêque avait sur ses clercs, assembla une armée destinée à la conquête de l'Aquitaine et pour être en état de fournir à l'entretien de cette armée, imposa 6 sols tournoi par feu. Il marcha ensuite sur l'Aquitaine, et s'en saisit au nom du roi. Les Anglais lui livrèrent eux-mêmes les places dans lesquelles ils se trouvaient. 
Cependant le gouvernement britannique fit partir d'Angleterre, sous le commandement du duc de Bretagne, Jean II, une flotte considérable qui débarqua en Guyenne au mois de décembre 1294. Les Anglais s'emparèrent d'abord de La Réole, puis de Bayonne le 1er janvier 1295.
Raoul II de Clermont-Nesle et le comte de Foix, Roger-Bernard III, et sous les ordres de Charles de Valois, frère du Roi, reprit La Réole, Saint-Sever et Podensac.
La Réole avait été défendue par une garnison d'Anglais et de Gascons, les Anglais traitèrent secrètement avec le connétable, qui leur permit de se retirer, mais il choisit 60 Gascons et les envoya au comte de Valois. Ce prince pour les punir de leur trahison, les fit pendre. Cet exemple intimida les défenseurs de Podensac qui prirent la fuite et le comte de Valois emporta cette place d'assaut en 1297.
Engagé par Philippe le Bel dans la guerre en Flandre sous les ordres de Robert II, et en compagnie de son jeune frère, Guy, Maréchal de France. Ceux-ci marchèrent le long de la Lys, y rencontra un corps d'ennemis qu'il battit complètement et fit plusieurs prisonniers de distinction qu'il envoya au roi. Il eut en 1300 le commandement général dans la Flandre. Le 11 juillet 1302, jour de la bataille des Éperons d'or près de Courtrai, le comte d'Artois résolut, contre l'avis du connétable, de forcer le camp des Flamands. Ce prince fit même entendre à Clermont-Nesle qu'il le soupçonnait d'intelligence avec l'ennemi. Le prince indiquant que ce n'était pas un traitre, et ne prenant alors conseil que sur son ressentiment et son désespoir marcha à la tête de ses hommes. Un large fossé plein d'eau, séparant les Français des Flamands fut franchit en attaquant l'ennemi. Tous ceux qui l'accompagnaient y périrent. Une partie de la cavalerie se précipita dans le fossé, tandis que l'autre resta exposée à la grêle de traits et se trouva enveloppée d'une poussière épaisse. Le comte d'Artois survient alors, tente le passage et augmente la confusion.
Bientôt le connétable, Raoul II de Clermont-Nesle abandonné des siens et couvert de blessures meurt en combattant.

## Famille
Marié en premières noces avant 1275 (vers 1268) à Alix de Dreux-Beu (vers 1255 - janvier 1293), vicomtesse de Châteaudun, dame de Montdoubleau et St-Calais, fille de Robert Ier de Dreux, seigneur de Bû (Beu), et de Clémence, vicomtesse de Châteaudun :
- Alix de Clermont-Nesle, vicomtesse de Châteaudun, dame de Nesle et de Houdan etc., mariée en premières noces à Guillaume de Dampierre, seigneur de Termonde, de Richebourg et de Crèvecœur, fils de Guy de Dampierre, comte de Flandre, et de Mahaut de Béthune : d'où succession ; et en secondes noces à Jean de Châlon, sire d'Arlay ;
- Béatrix (alias Jeanne) de Clermont-Nesle, née entre 1267 et 1275, morte dès le 14 septembre 1320, mariée avant le 17 octobre 1295 à Aymar de Valence, seigneur (?) de Valence ou Valence, de Montignac, de Rancon, de Sainte-Gemme, et de Bellac, comte de Wexford et Pembroke (1296, Angleterre), vice-roi d'Écosse (1314), mort le 23 juin 1324 ;
- Isabeau de Clermont-Nesle, née vers 1267, morte après août 1324, mariée vers 29 juin 1310 à Hugues L'Archevêque de Parthenay, seigneur de Montfort-Le-Rotrou et de Semblançay, mort après août 1324.

Il épouse le 14 janvier 1296 Isabelle d'Avesnes (morte dès décembre 1305), fille de Jean II d'Avesnes, comte de Hainaut, et de Philippa de Luxembourg.